# Varadero
Varadero es una ciudad de Cuba arriba del pueblo de Santa Marta ubicada al noroeste del municipio Cárdenas, situada en la península de Hicacos, en la provincia Matanzas, a 130 kilómetros al este de La Habana. Al noreste Punta Hicacos es el lugar más septentrional de Cuba. Es un territorio especial de la República de Cuba. Constituye el punto más cercano a los Estados Unidos, tiene 30 km de extensión de los cuales 22 son de playas. Limita al norte con el estrecho de la Florida, al sur con la bahía de Cárdenas, al este con Cárdenas, al oeste con la cayería Sabana Camagüey, su población es de 26 680 habitantes de los cuales aproximadamente 7000 radican en la misma península. Su principal renglón económico es el desarrollo del turismo y la mayor fuerza laboral se ocupa en él.

## Historia
Cuando en Cuba o cualquier otro país se dice "Varadero", inmediatamente se asocia ese nombre en primer término a una bellísima playa, ya que así se llama la playa más extensa y famosa de esta península; y en segundo al turismo, pues Varadero es uno de los polos turísticos más importantes del país. Al hacer esto, se desconoce la historia antigua de la zona donde se enclava el famoso balneario.De que al momento de producirse el bien llamado Encuentro de Dos Mundos, como dejó sentado el inolvidable capitán Antonio Núñez Jiménez en ocasión del 5.º centenario de la llegada de Colón a Cuba, la Península de Hicacos estaba poblada por aborígenes, dan fe las evidencias halladas en las cuevas de Ambrosio y de los Musulmanes y sus, hasta hoy, indescifrables pictografías. En el museo de Varadero se exponen restos de uno de los aborígenes hallados en la solapa de la "Cueva de los Musulmanes". La osamenta expuesta corresponde a un sitio funerario que se calcula existió entre los 500 Era común y los 500 primeros de nuestra era.

El doctor Ercilio Vento Canosa asegura que sus investigaciones demuestran que el esqueleto perteneció a un hombre entre 25 y 35 años de edad, enfermo de anemia y sífilis. 

### Antecedentes
También en la solapa de la Cueva de los Musulmanes se hallaron restos del Mealunus-rodes, un animal prehistórico considerado el antecesor de la jutía y que sirvió como alimento a los aborígenes. Se supone que el referido animal tenía movimientos muy lentos, por lo que resultaba fácil cazarlo. 
En ese sitio, hay 72 pictografías, algunas de aborígenes con rasgos negroides. La cueva está formada por cinco salones. El más importante es el de las claraboyas, con un orificio en su parte superior, donde se conservan más dibujos. 
Los sitios arqueológicos de Varadero, que no están sólo en las cuevas de Ambrosio y de los Musulmanes, no son sólo importantes para el famoso balneario, sino también para Matanzas y Cuba en general. Pero la Playa Azul tiene además una interesante historia más reciente. 
Durante los siglos XVI y XVII los conquistadores explotaron hasta la saciedad las salinas del lugar, para autoabastecerse o enviar hacia México y otras colonias americanas. De igual modo convirtieron en carbón grandes extensiones boscosas de la zona y de la futura ciudad de Cárdenas, ascendida a tal en 1828, sembrando caña y café y criando ganado vacuno en buena parte de sus planicies.

### Surgimiento de Varadero
A mediados del siglo XIX algunos vecinos de Cárdenas, atraídos por la fina arena y las cálidas y transparentes aguas, alzaron algunas viviendas. En vano. El jején y el mosquito los derrotaron. Al tiempo volvieron, y de nuevo fueron ahuyentados por las plagas. Y una tercera intentona fue frustrada por recio temporal, que echó abajo lo edificado. 
En 1883, diez tenaces y tozudos cardenenses fundaron una suerte de Sociedad Anónima para construir un caserío, "con el fin de engrandecer y fomentar el poblado de Varadero". En esta oportunidad ni zancudos ni tormentas frenaron a los "decenviros" –así nombraron a los 10 padres fundadores del futuro balneario-, quienes por la modesta suma de 1350 pesos españoles, adquirieron dos caballerías en la península, y acto seguido construyeron la iglesia, la plaza del mercado y el parque. 
En 1887 el Ayuntamiento de Cárdenas aprobó los planos del primigenio asentamiento, por lo que se considera el 15 de diciembre de 1887 como fecha de la fundación oficial de Varadero. 
Para llegar a Varadero eran necesarias siete horas en tren desde La Habana a Cárdenas, y de allí, abordar una goleta o un incómodo carretón. Así y todo, algunas familias cardenenses y muy contadas de la capital, establecieron sus cuarteles veraniegos. A principios del  sigloXX  no pasaban de 25 las edificaciones. El agua potable se trasladaba en pipas tiradas por mulos y la mosquitera continuaba infernal. 
Un buen día  Enrique Torres  levantó un kiosco para vender todo género de artículos, y en 1926 construyó el hotel identificado con su apellido, pionero de la actual industria sin humo varaderense -más de 50  y 15 000 habitaciones.  La Torre  fue demolido en los años 60 para sorpresa, frustración y turbación de arquitectos e historiadores. La demolición total ocurrió en 1971. 
Con el hotel Torres, había debutado una de las muy escasas atracciones del todavía inhóspito paraje: las regatas. Dos canoas de seis remeros, la "Varadero" y la "Halley", iniciaron la tradición de celebrarlas anualmente el último domingo de julio. 
A finales de los años 20, a pesar de las inequívocas señales del colapso bancario que se gestaba en Norteamérica, la alta burguesía puso sus ojos en Varadero. Y por si no bastase, atrajo también la atención de un acaudalado estadounidense enriquecido sobre todo con la fabricación de dinamita: Irene Dupont. 
De inmediato fundó la Peña de Hicacos, S.A. A continuación, adquirió la mitad de Varadero -desde la actual calle 54 hasta la popular Cueva del Pirata, o sea, unas 512 hectáreas, por la insignificante cifra de 4 centavos el metro cuadrado. Una vez urbanizada la mayor parte del terreno, el metro cuadrado llegó a cotizarse desde 20 a 100 pesos.
Entre tanto, en 1931 se construyó La Mansión Xanadú, con cuatro pisos, numerosos cuartos y baños, biblioteca y hasta una cava soberbiamente abastecida. Está situada en el peñasco de San Bernardino y fue diseñada por los arquitectos Covarrocas y Govantes en 1927 a lo cual agregó un campo de golf de nueve hoyos y un órgano valorado por entonces en 110 000 dólares. Órgano incluido, al estrenarla en 1931, la residencia había costado 710 000 dólares… en pleno desplome de la economía mundial. 
El español de origen vasco José Fermín Iturrioz y Llaguno, que era el director de la famosa fábrica de ron Arechabala, compró una parcela de tierra en torno a una laguna y edificó su vivienda en 1938, cerca de la cual en 1945 edificó la compañía un club social para sus empleados. Es la residencia situada en el Parque Josone (iniciales de los dueños del lugar, José y Onelia). 
Aún permanece en actividad el túnel que levantó José Arechabala S.A. por debajo de la primera avenida que salía a la playa, y que en la actualidad lleva al Centro Internacional de Buceo del balneario, que posee la segunda barrera coralina más extensa del planeta.

### La colonización
La península de Hicacos fue descubierta en 1508 durante un viaje de exploración liderado por el español Sebastián de Ocampo. En 1540 el lugar aparece en un mapa elaborado por Alonso de Santa Cruz.
Los conquistadores españoles expulsaron la población indígena de la península durante el siglo XVI y convirtieron el lugar en varadero y salina desmontando sus bosques en poco tiempo. La salina abasteció una gran parte de la flota española desde el 1587 y siguió en operación hasta 1961.
Las cuevas naturales de la península sirvieron de escondrijo a piratas y esclavos fugitivos (cimarrones). En una de ellas, la cueva de Ambrosio, se encuentra el conjunto de pictografías más grande en la zona del Caribe.

### La urbanización e inicios del turismo
De finales del siglo XIX datan las primeras construcciones con fines recreativos cuando se autorizaron diez parcelas para las casas de verano de la alta sociedad de la cercana ciudad de Cárdenas. En esta misma zona, entre las actuales calles 42 y 48, también se construyó en 1915 el primer hotel de la península llamado "Varadero" y más adelante "Club Naútico", para los participantes de la regata de remo la cual se celebró anualmente desde el 1910.

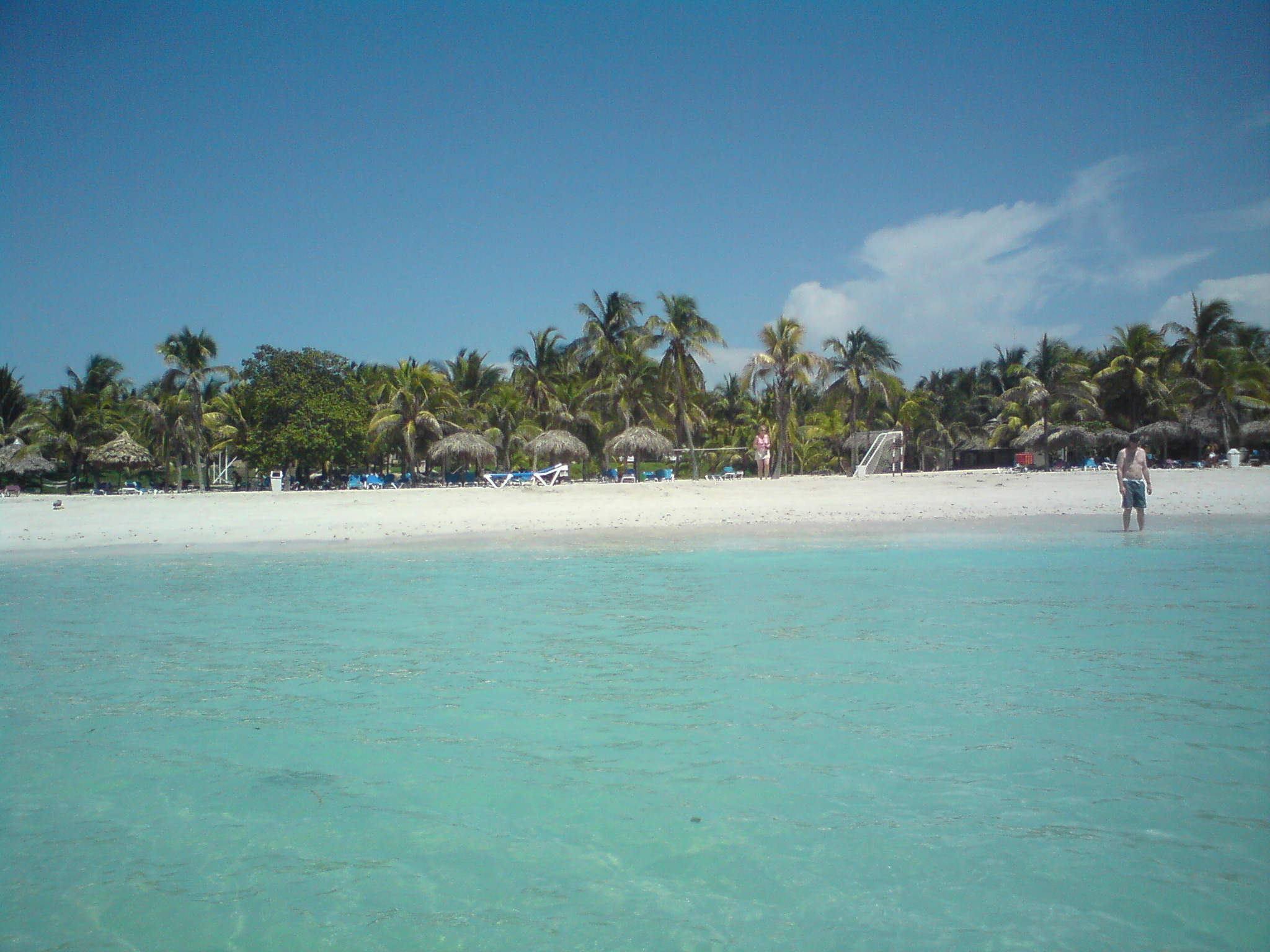
Playa Paradisus.

### El ascenso de Varadero

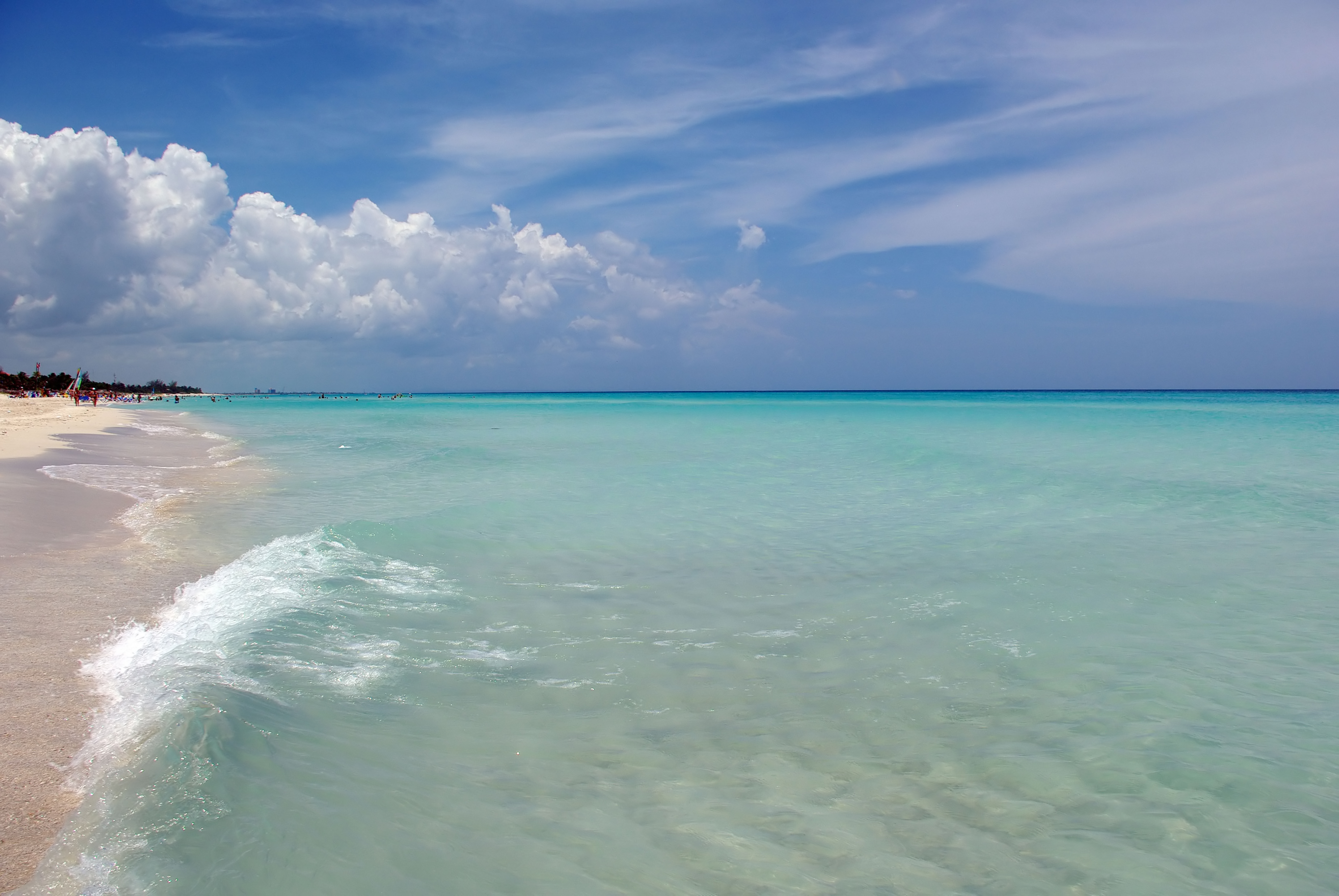
Varadero, la "Playa Azul".

Casa de veraneo de Al Capone en Varadero.

Durante los años 20 y 30 del siglo XX se instalaron numerosos cubanos y norteamericanos adinerados con sus residencias a lo largo de la playa. Entre ellos destacan Thomas Coleman Du Pont de Nemours, bisnieto del fundador de la transnacional DuPont.
Un primer boom en las construcciones hoteleras se registra al comienzo de la década de los 50.
El triunfo de la revolución en 1959 no solamente marca la nacionalización de la industria turística. Las 8000 Taquillas fueron construidas entre las calles 44 y 46 en el mismo lugar donde la urbanización y el turismo anteriormente habían tomado su comienzo. Los alrededores del parque se convirtieron en el centro del pueblo. 
Durante el periodo de los años 60 hasta los 80, Varadero se transformó en un centro cultural y particularmente de la música cubana. En el parque central (8000 Taquillas) tuvieron lugar innumerables conciertos, festivales, eventos deportivos y recreativos.
Con el ligero aumento del turismo internacional durante la década de los 80 nace el anual Carnaval Internacional de Varadero y se desarrollan múltiples iniciativas colectivas entre la población local y los visitantes extranjeros. En su momento de clímax el Carnaval se extendía por los meses de enero y febrero completos.

### Incremento de la explotación turística
Desde principios de los años 90 se inicia la construcción de un gran número de hoteles para el turismo internacional (mayormente de 4 y 5 estrellas, financiados a través de inversiones nacionales y extranjeras a corto plazo) con el objetivo de desarrollar el turismo como importante fuente de divisas y aliviar la crisis económica después del colapso del campo socialista.
Paralelo al aumento del turismo se observa la separación de la población local de los puestos directivos en los sectores estatales, comunitarios y económicos, así como su sustitución por cuadros provenientes de otras regiones de Cuba. En el contexto de la aguda crisis económica por la que atravesó el país, las instalaciones populares como el parque de las 8000 Taquillas, el cine y otros centros culturales y comunitarios caen en descuido y son cerrados posteriormente. El Carnaval Internacional ve su última edición en 1995. Decae el concepto del turismo integral a favor de la concentración de las actividades turísticas en los complejos "todo-incluido". 
En el municipio Varadero vivían en el 2010 20 000 habitantes, de ellos 7000 en la península y 13 000 en los poblados de Santa Marta y Boca de Camarioca. En ese año se abolió el municipio de Varadero y se reintegró al municipio de Cárdenas.

### Desarrollo

Hoteles gran turismo.

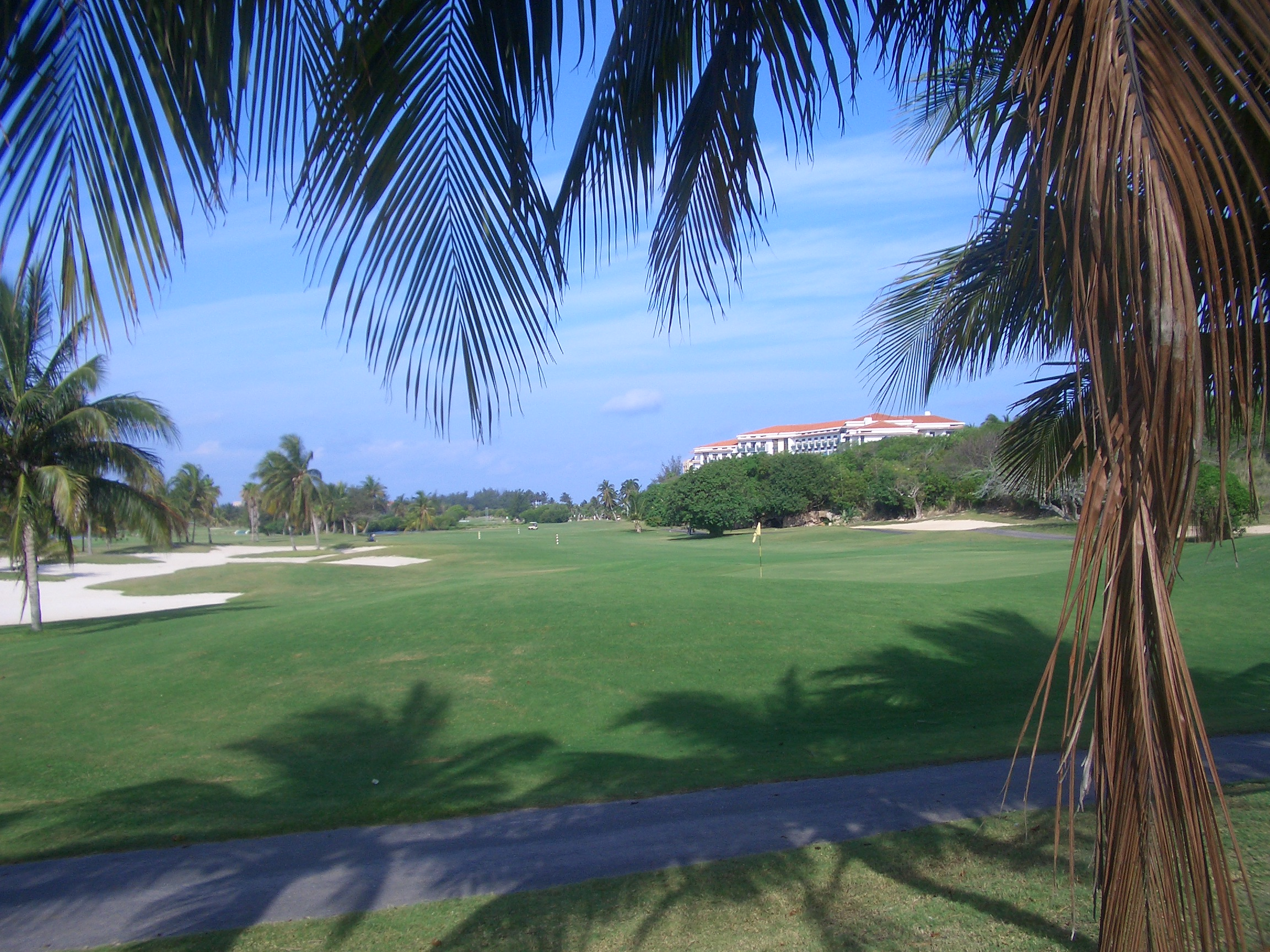
Campo de golf.

Este municipio cuenta con uno de los mayores IDH y niveles de vida de Cuba. Los hoteles de construcción más reciente después del 2000, en lo fundamental se construyeron siguiendo códigos ambientalistas y con el menor daño posible al medio. La playa cuenta con uno de los mejores servicios de recogida de basura y desechos superando incluso a la mayor parte de los municipios de La Habana, siendo solo mejor el de Miramar y El Vedado, en la capital del país. Varadero cuenta con una de las infraestructuras hoteleras mayores de la región del Caribe.
Varadero recibe anualmente alrededor de 1 millón de visitantes.
Sigue siendo el primer centro turístico de sol y playa de Cuba y aporta 30-40 % de los ingresos en este sector.

## Guerra de secesión
Al llamado patriótico del 24 de febrero de 1895, los españoles respondieron con la construcción de un fortín en las alturas que preceden a lo que, años más tarde, sería el reparto Dupont. Pero, su presencia no fue óbice para que en marzo del año siguiente, el general Enrique Collazo y medio centenar de hombres provenientes del vapor Three Friends, desembarcaran a poca distancia con un alijo de 100 fusiles Remington y más de 140 000 proyectiles, vital inyección para las huestes mambisas del centro de la Isla. 
Se supone que llegaron a la costa por la zona hoy comprendida entre las calles 42 y 47, donde hubo un enfrentamiento con los soldados del fortín español, allí apresaron a un mambí, a quien llevaron como trofeo de guerra hasta la cercana localidad de Cárdenas. 

## Características
Con sus más de 20 km de playas de arena Varadero es un importante polo turístico.
La playa de Varadero, también conocida como Playa Azul, se extiende a lo largo de la estrecha península (entre 700 y 1200 m de ancho). Sus 22 km de playa se caracterizan por tener una franja de fina arena blanca y un suave descenso de su plataforma hacia el mar.
Varadero, que es puerto libre, posee condiciones para la práctica del buceo, la pesca, el yatching, todo tipo de actividad náutica, el paracaidismo y un centro de congresos. Los vuelos internacionales llegan al aeropuerto Juan Gualberto Gómez (segundo del país por número de pasajeros) el cual se encuentra a aproximadamente 20 km de la península.
Otra de las características más llamativas de Varadero es la Reserva Ecológica Varahicacos, un lugar perfecto para la observación de aves.

### Relieve
Un rasgo característico de la península lo constituye la diferencia radical entre las condiciones geomorfológicas del litoral Norte y el Sur. El norte es de carácter abrasivo-acumulativo y está formado por sistemas de playas arenosas, en ocasiones separadas por acantilados abrasivos. El litoral sur es de tipo acumulativo y bajo. En él predominan la acumulación de materia orgánica, lo cual da lugar a surgimientos de superficies bajas y empantanadas. Hay numerosos bajos y acantilados muertos, donde se abren nichos de mares fósiles y pequeñas grutas. 
Igualmente se levantan curiosos peñones formados por arenas con, estratificación cruzadas. La península al ser batida por el oleaje ha formado acantilados con cuevas de origen marinos. 
La línea costera ha sido en parte modificada por complejos procesos biológicos, (corales y manglares) erosivos y deposicionales y abrasivos acumulativos: los manglares forman con sus raíces una malla que fija las acumulaciones de fango y arenas movidas por las corrientes marinas, surgiendo cayos y mangles. Se observa una tendencia al ascenso del litoral norte y al descenso del sur. 
En línea general la península constituye un territorio plano y poco diseccionado. La altitud promedio es de 10 m y la máxima es de 27 m. (Chapelín y Francés). 

### Geología
Desde el punto de vista de su estructura geológica, la península se encuentra en la región de desarrollo de las rocas terciarias, fundamentalmente calcarenitas. El espesor de las rocas carbonatadas, oscila entre los 500 y 800 m . En los límites de la península se difunde una serie de estructuras tectónicas locales cerradas, desarrolladas en las superficies de los plegamientos en forma de bloques tectónicos de dirección oesnoroeste. Pueden determinarse dos estructuras de bloques que coinciden con las partes más altas del territorio: los bloques de Chapelín y el Francés. Entre los bloques se encuentran depresiones tectónicas o fosas: las del Varadero histórico y la de Pioneros, formada por areniscas calcáreas y recubiertas por una capa de arena débilmente cementadas que oscilan entre 5 y 15 m y que han sido originadas por la acción de los vientos alisios. 
En las depresiones estructurales, la terraza seboruco es sustituida por formaciones acumulativas originadas por la acción de las olas y los vientos y formados por arenas eoleanitas constituyendo superficies planas, playas, etc. Justamente estas formas acumulativas que rellenan las depresiones estructurales que unifican los residuos miocénicos y sus terrazas circundantes, han dado lugar a la compleja forma estructural poligenéticas de la Península de Hicacos, única en toda Cuba. 

## Desarrollo económico
Parece que Dupont dio la "largada" en la carrera por poblar a Varadero. Los millonarios y la alta burguesía, pagaron bien pagados cada metro cuadrado para levantar sus villas de veraneo. Al modesto hotel Torres se unió, en 1931, el Kawama, y durante esta y la siguiente década, aparecieron el Imperial (1936), Dos Mares, Casa La Rosa, Vista Alegre, Casa Portilla Inn, Miramar, Chez Roig, Playa Azul, Varadero, etcétera, así como también muchas otras edificaciones fuera de la jurisdicción de Dupont, pero de todos modos valuadas en 40 000 o 50 000 pesos. 
En 1950, y con el ánimo de dotar al balneario de casino, una compañía estadounidense inauguró el Hotel Varadero Internacional, que durante los siguientes años devendrá emblema del lugar y muy exclusiva meca de los juegos de azar. 
Entre los numerosos admiradores de Varadero, algunos piensan que es una de las playas más lindas del mundo y otros afirman que es la más hermosa que hayan visto jamás. En lo que sí coinciden todos es que indiscutiblemente, Varadero resulta la playa más fascinante y bella del archipiélago cubano. 
La playa de Varadero es reconocida internacionalmente como la más famosa de la que se baña el litoral cubano por la calidad de sus arenas. 

### Turismo
Playa de Varadero, importante destino turístico, se encuentra situado en el norte de la provincia de Matanzas, en la península de Hicacos, en la región turística de Varadero y en la subregión Matanzas-Cárdenas-Varadero. Los paisajes actuales de la península de Hicacos se caracterizan por una rica diversidad. Considerada uno de los principales polos turísticos del país, cautiva por sus blancas y finas arenas, y sus aguas de un delicado azul turquesa, cálidas y transparentes todo el año, en las cuales, dependiendo del lugar, los bañistas pueden alejarse decenas de metros de la orilla sin que lleguen a cubrirlos totalmente. 
Fundada en 1887 como un poblado, actualmente la Playa Azul de Cuba, como también se le llama, es una gran ciudad rodeada de agua, ubicada en la costa norte de Matanzas, exactamente en la Península de Hicacos, a 2 horas por carretera desde La Habana o escasos minutos por avión, para lo cual dispone de un confortable aeropuerto internacional. Por vía marítima también es posible. 

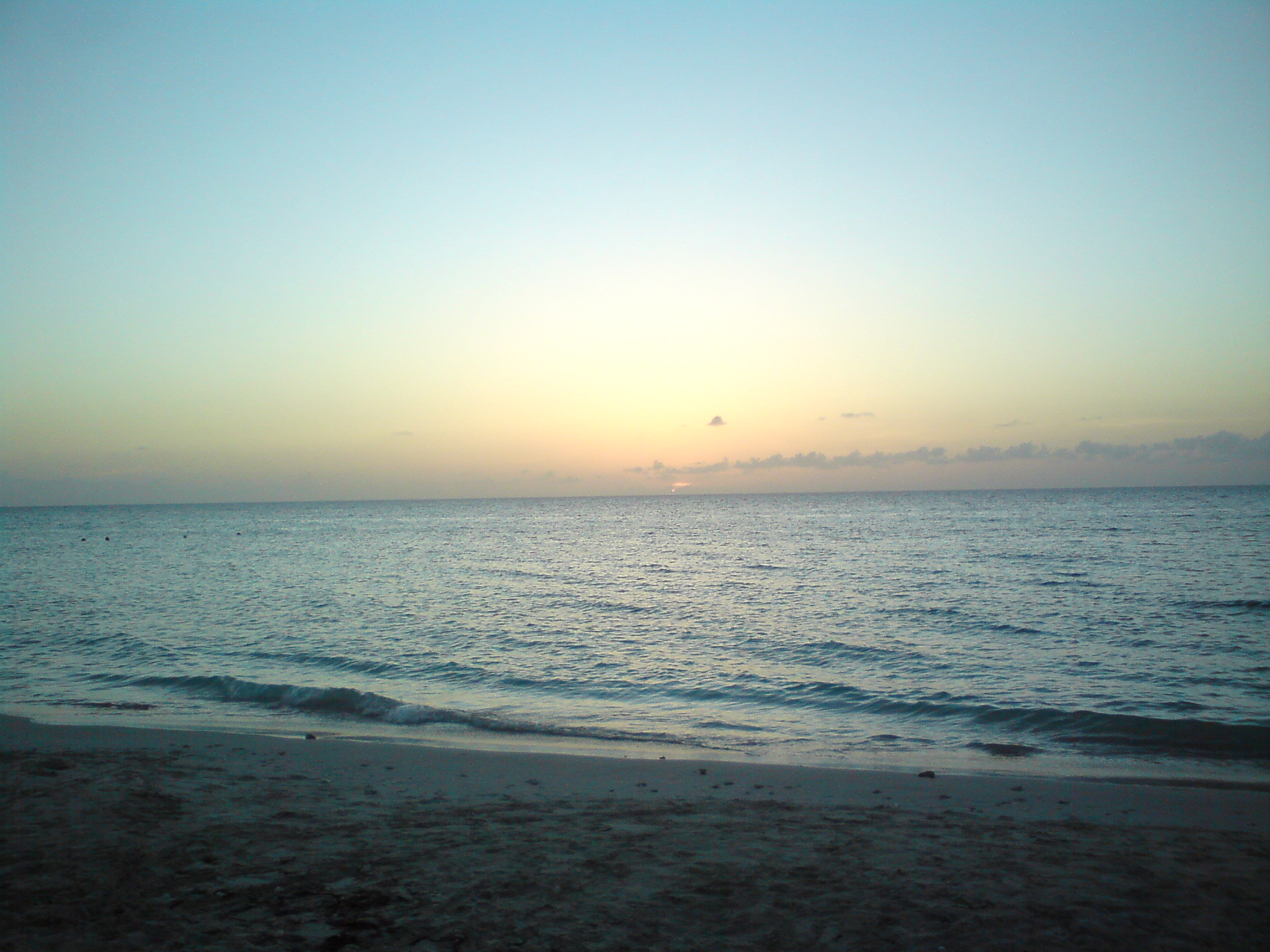
Atardecer en Varadero.

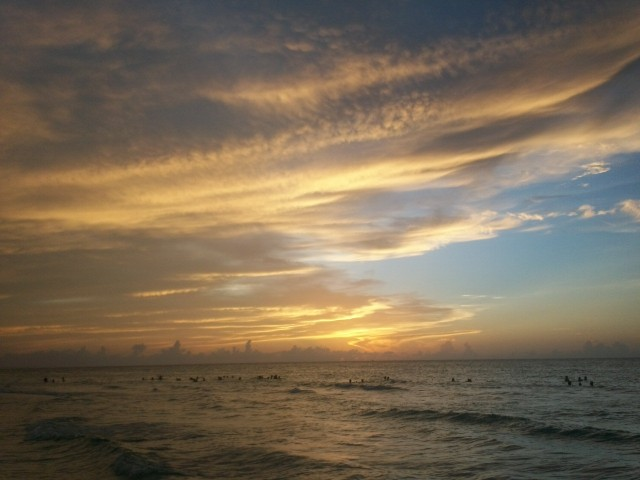
Ocaso en Varadero

La actual ciudad balnearia de Varadero continúa creciendo. De acuerdo con estimados recientes, se calcula que puede soportar hasta 25 300 habitaciones (hoy frisa las 16 000), y constituye el destino turístico más importante de Cuba, pues aglutina el mayor número de hospedajes de punta de todo el país, todos de cuatro y cinco estrellas. 
El polo turístico está liderado por varias cadenas hoteleras cubanas y extranjeras, como Gran Caribe, Gaviota, Grupo Cubanacán, Sol Meliá, Barceló, entre otros, y cuenta con una potente infraestructura de restaurantes especializados en comida criolla e internacional, snack bar, tiendas y núcleos comerciales, marinas y centros de buceo con filiales en los hoteles. 
Varadero garantiza las condiciones necesarias de atraque en una bien habilitada dársena. Para todos, excelentes ofertas de alojamiento en instalaciones de varias estrellas, entre villas, búngalos, hoteles y apartoteles, situados en primera línea de playa o en avenidas aledañas. La red hotelera ha crecido considerablemente en los últimos años y continúa a un acelerado ritmo, por la constante demanda de turistas que seleccionan a Varadero para unas inolvidables vacaciones. Al mismo tiempo se ha desarrollado toda una infraestructura extrahotelera, que complementa la oferta y convierte a Varadero en una ciudad balneario digna del mejor turismo.
Varadero se ha convertido en uno de los principales polos turísticos, destacando especialmente por sus resorts "todo incluido". Además, gracias a su buena ubicación se ha convertido en una excelente base para explorar enclaves cercanos, ya que desde aquí parten excursiones a lugares tan conocidos como Cayo Blanco, las Cuevas Bellamar, Cueva Ambrosio, la Península de Zapatata, Bahía Cochinos; Boca de Guamá, con su Aldea Taína y la Laguna del Tesoro, o incluso ciudades cercanas como Trinidad, Cienfuegos o Santa Clara.

## Desarrollo social

### Deporte
Por supuesto, Varadero no es solo hoteles, restaurantes, discotecas y bares. Para los que gustan de la aventura, existen 23 zonas de buceo con diversidad de corales multicolores, gorgonias, peces, langostas, camarones, cangrejos, caguamas y más de 70 tipos de moluscos que provocarán el asombro del buzo más experimentado. Aquí se imparten cursos de iniciación en piscinas y playa, y cursos especializados de reconocimiento internacional. 
Otras opciones recreativas son paseos a caballo, mopeds, bicicletas, trencito y coches a caballo, todo por tierra, y en el mar la pesca deportiva y los deportes náuticos, de fuerte motivación. El surfing, el esquí acuático, los veleros, catamaranes o las tablas de vela, hacen relucir las aguas de Varadero. 
Además está el Varasub, un barco con fondo de cristal, que resulta una especie de mirador sumergido desde el cual se podrán contemplar los arrecifes, la fauna y el paisaje marino. La travesía desde cubierta permitirá observar el gran desarrollo de la zona hotelera. O visitar la Reserva Ecológica Varahicacos, en el extremo oriental de la península. O los singulares esteros del sur, frente a la bahía de Cárdenas. O disfrutar del delfinario y el parque Josone. 
Instalaciones deportivas como los campos de golf y tenis, y el centro de paracaidismo con sus cursos de preparación y práctica en tierra, se suman a la diversa oferta de ocio y animación que incluye actividades al aire libre. Varadero cuenta con un excelente campo de golf de 62 hectáreas y una longitud de más de 3 km. Aficionados de varias latitudes lucen sus galas bajo el sol tropical y participan en competencias internacionales de este deporte. La Casa Club del campo de golf ocupa la Mansión Xanadú, antigua residencia del multimillonario estadounidense de origen francés Ireneé Dupont de Nemours. En sus salones funciona un refinado restaurante francés y en el último piso el bar Mirador.

### Cultura
Pero Varadero es también arte y cultura. Galerías de arte, museos, cine, biblioteca y el taller de Ediciones Vigía, una casa editorial cubana única de su tipo en el mundo, son algunas de las instalaciones dedicadas al desarrollo cultural, importante línea de trabajo para esta ciudad turística. El Fondo de Bienes Culturales expone una muestra permanente de diferentes artistas plásticos matanceros, de reconocido prestigio. También obras de consagrados pintores cubanos como Roberto Fabelo, Flora Fong, Zaida del Río y Raúl Mendive, entre otros. 

Así es Varadero. Un lugar mágico rodeado por una atmósfera plena de atractivos, donde se funden tonos de verde, azul y el permanente sol.   Si se toma en cuenta que Cuba es un eterno verano todo el año y Varadero su emblemático polo turístico, ¡cuán lejos han quedado aquellos tiempos donde los "decenviros" enfrentaron plagas y tempestades para "clavar su pica en Flandes", cuyo resultado se palpa hoy en las bellas y funcionales construcciones que adornan el entorno y atraen a  miles de turistas de todos los continentes.

### Educación
Antes de 1914, en Varadero, por las características de los propietarios (que sólo venían en la temporada de verano) no se promovieron las construcciones de escuelas. 
Es en 1914 producto de que ya comienzan a vivir de manera fija un grupo de familias, cuando se establece el primer centro con fines educativos cuya matrícula era de 25 a 30 alumnos, pues por una parte era poca la población y por otro lado muchos de los muchachos que vivían en este poblado tenían que ir a pescar con sus padres y no podían ir a la escuela. 
Entre los años 1941-1950, se construyen un grupo de escuelas, pero que en realidad no llegan a satisfacer la necesidad de superación de la población, tal situación influyó en el bajo nivel educacional del personal que habitaba en el territorio, sobre todo entre pescadores donde se alcanzaba un 35% de analfabetismo (la población fija de esta época ascendía a 7840 habitantes.) 
Varadero va a desempeñar un papel importantísimo en el desarrollo del país al triunfo de la Revolución, en relación con la esfera educacional, pues muchos profesionales en distintas especialidades se formaron aquí, por ejemplo: los maestros de las Fuerzas Armadas Revolucionarias, los de la Escuela de Mar " Andrés González Lines", y además el numeroso ejército de alfabetizadores que lucharía por eliminar la ignorancia en Cuba se preparó en Varadero.

## Ciudades hermanas
- Punta del Este, Uruguay
- Cancún, Quintana Roo, México

## Enlacesexternos
- Agencia Oficial de Taxis en Cuba
- Joven Club de Computación y Electrónica Varadero Archivado el 16 de octubre de 2021 en Wayback Machine.
- Página de Varadero en Cibercuba Con noticias, fotos y videos
- Información para el turismo
- Cultura municipal Varadero
- Varadero – Guía de Cuba
- Hoteles en Varadero Viajes y turismo
- Guía de Varadero

Buceo y snorkeling en Varadero Cuba Viajes y turismo 
- Datos: Q726751
- Multimedia: Varadero / Q726751
- Guía turística: Varadero